# مونته‌موناکو
مونته‌موناکو (به ایتالیایی: Montemonaco) یک کومونه در ایتالیا است که در استان اسکولی پیچنو واقع شده‌است.

## خصوصیات
مونته‌موناکو ۶۷٫۵۲ کیلومترمربع مساحت و ۶۵۸ نفر جمعیت دارد و ۹۸۰ متر بالاتر از سطح دریا واقع شده‌است.